# 그룹 섹스

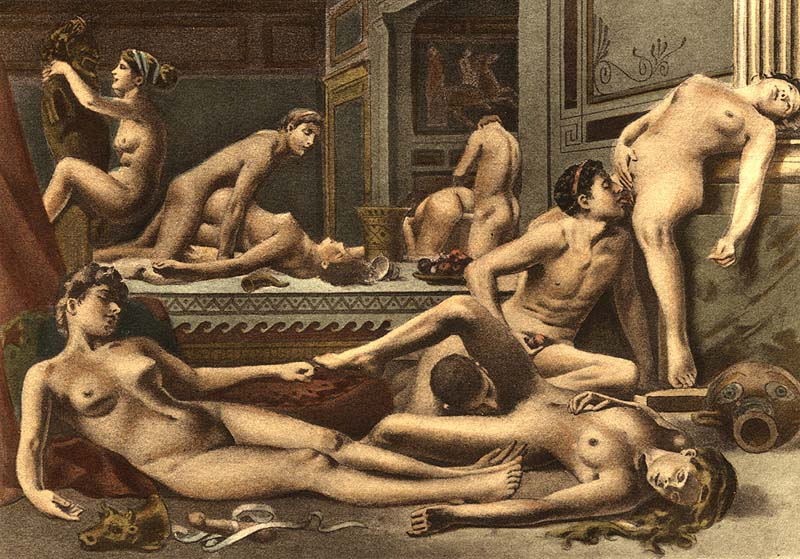
난교 (1910년). 프랑스 화가 폴 아브릴의 미술 작품. 여러 명의 남녀가 삽입성교와 구강성교를 행하고 있다.

그룹 섹스(group sex)는 세 명 이상의 남녀가 그 집단 속에서 상대를 가리지 않고 성행위를 하는 것을 말한다. 일부 형태에는 고유한 이름이 있다.

## 개요
파트너인 남녀(부부 · 연인)가 타인인 남성이나 여성을 불러 3명 이상이 하는 성행위이다. 3P의 P는 사람을 나타내는 People에서 유래하고 있다. 일반적으로 남녀 혼합으로 행하는 성행위를 가리키지만, 행위 자체는 동성애자 사이의 경우에도 성립한다.
성적 흥분을 높이기 위해서, 혹은 사상적 · 종교적 의미에서 행해진다. 1960년 대의 히피 집단에서 이러한 관계를 볼 수 있지만, 장기적으로 지속할 수 없다고 한다. 그 이유는 아이가 태어났을 때 아버지의 유지가 곤란하다는 것을 들 수 있다.

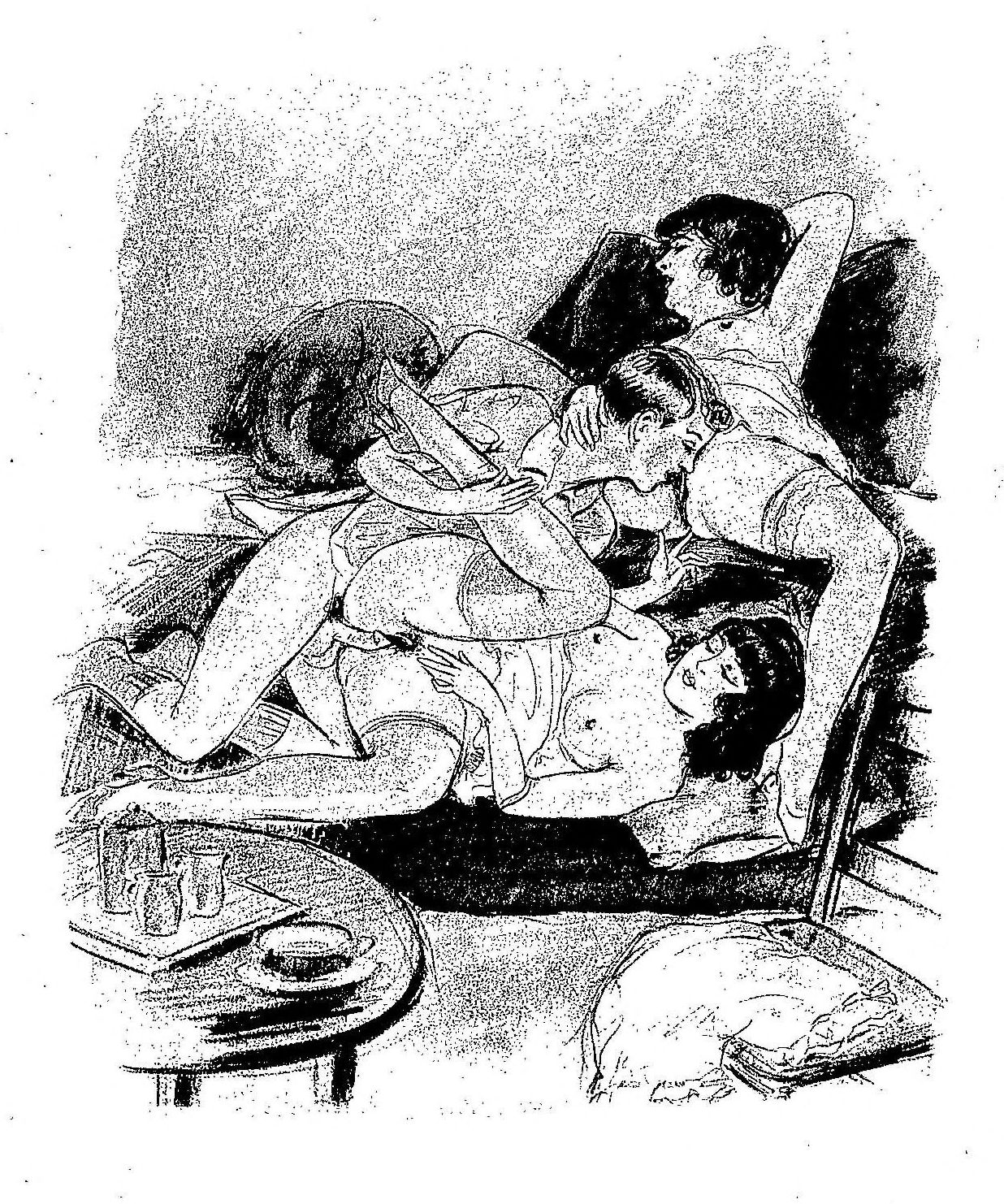
스리섬 (1903년). 젊은 남자 1명과 여자 2명이 성관계를 하고 있다. 작자 미상.

도덕적 관점에서 비판도 있고, 개인의 주관에 따라 크게 이미지가 다르다. 또한 당연히 성병의 위험도 아주 높아진다. 이러한 성적 관계가 연속성을 가지고 유지되는 것은 드물다.
또한 사회 규범으로서도 정상적인 성생활로 인정되지 않는 경우가 많다. 미혼 남녀 간에도 서로를 존중하는 1 대 1의 파트너십이 일반적이며, 그룹 섹스에 대한 욕망은 이상 성욕 · 변태로 간주 될 수 있다.

## 관련 용어
원칙적으로 세 명 이상이 행하는 모든 성행위를 그룹 섹스라고 할 수 있지만 특정 행위나 사람들의 조합을 설명하는 데는 다양한 용어가 사용된다. 

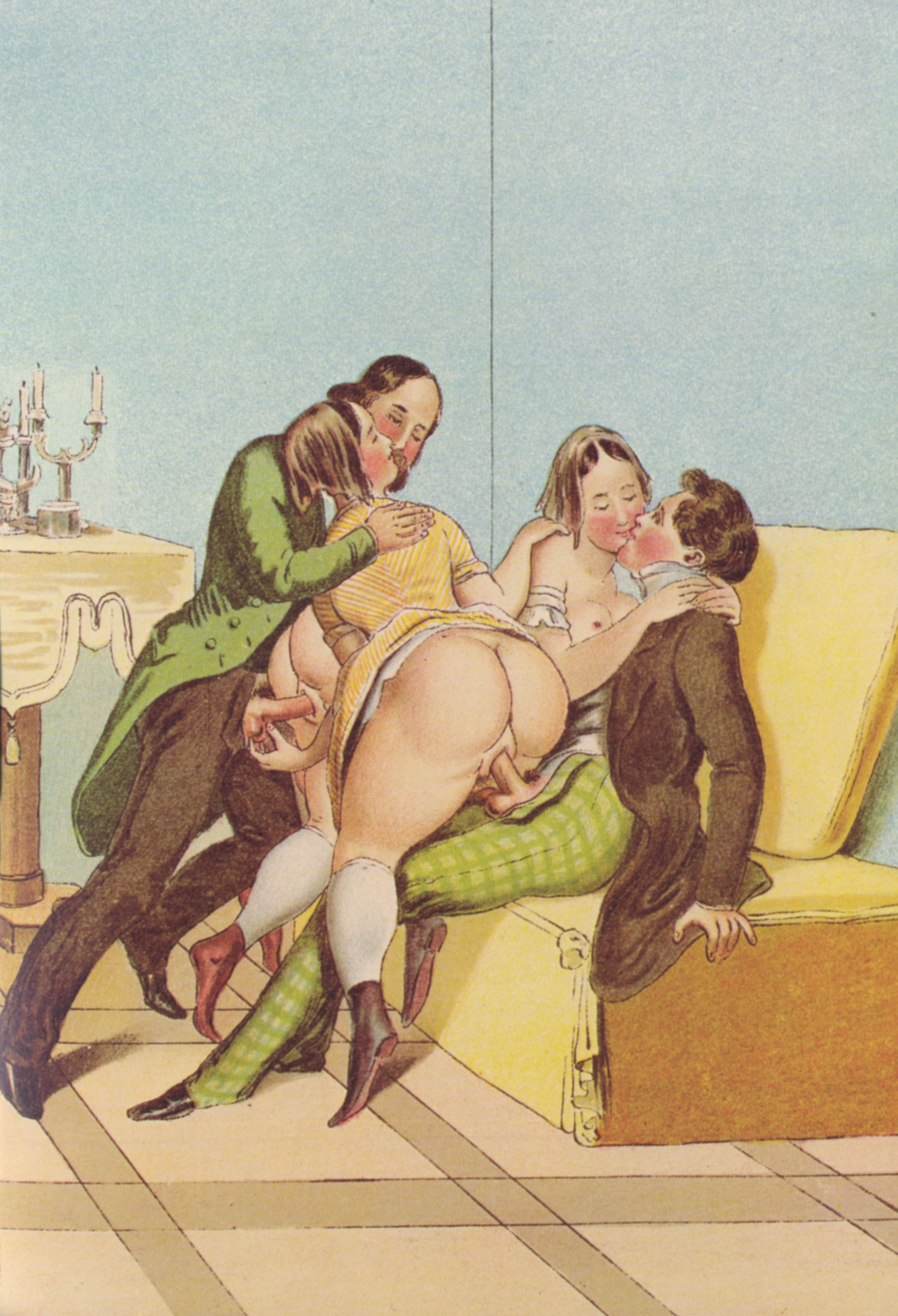
포섬 (19세기). 젊은 남자 2명, 여자 2명이 성관계를 하고 있다. 작자 미상.

### 갱뱅
한 사람을 상대로 여러 사람이 성관계를 맺을 때 이를 갱뱅이라고 한다. 갱뱅은 스윙어 커뮤니티에서 드문 일이 아니다. 여러 남자와 한 여자가 있는 것으로 간주되는 경우가 더 많으며 한 남자와 여러 여자가 있는 것으로 간주 될 때 역 갱뱅이라고 한다.  

### 스리섬
세 사람이 서로 성관계를 할 때 이를 스리섬이라고 한다. 세 사람은 성별과 성적 취향에 관계없이 구성될 수 있다. 세 사람이 모두 성관계를 갖고 있지만 반드시 동시에 일어나는 것은 아니다.  

### 포섬
네 사람이 서로 성관계를 할 때 이를 포섬이라고 한다. 네 사람은 성별과 성적 취향에 관계없이 구성될 수 있다. 네 사람이 모두 성관계를 갖고 있지만 반드시 동시에 일어나는 것은 아니다. 

### 샌드위치 보지잡
영어로는 Sandwich pussyjob이라고도 한다. 여성 위에 다른 여성이 올라탄 다음 서로의 성기가 맞붙히도록 해야한다. 꼭 접촉하지는 않더라도 최대한 가깝게 유지한다. 포개진 두 여성의 성기 사이에 남성의 성기를 삽입한 다음 비비는 성 체위다. 음경을 넣고 비빌 시 소음순이나 음핵(클리토리스)과 음경이 동시에 마찰이 발생한다

### 이중 섹스

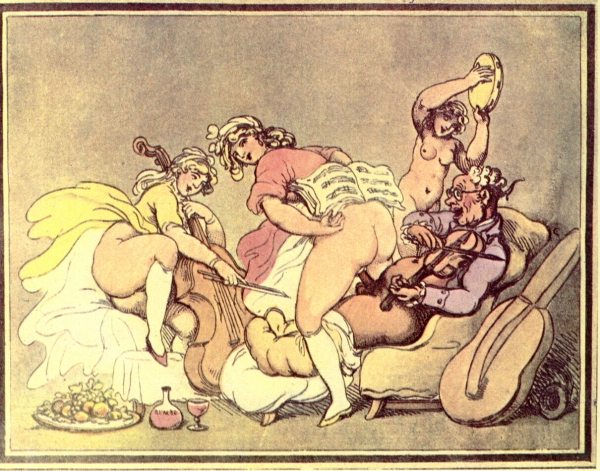
갱뱅 (19세기). 남자 노인 1명과 젊은 여러 여자들이 성행위를 하고 있다. 작자 미상.

두 사람이 동시에 질 또는 항문에 들어가거나 침투했을 때 이를 이중 섹스라고 한다. 일반적으로 한 사람은 항문으로 들어가고 다른 한 사람은 질로 들어가는 경우가 많지만 이것은 같은 질 또는 항문에 두 개가 동시에 관통하는 것을 의미한다.

## 섹스 파티의 종류
섹스 파티는 성행위를 하는 모임이다. 섹스 파티는 사람들이 가벼운 성행위를 할 수 있게 하거나, 다른 부부와 짝을 지어 파트너를 바꾸는 것을 즐기는 부부나 그룹 섹스에 관심 있는 사람들이 만날 수 있도록 구성될 수 있지만, 성행위가 예상되는 모든 모임은 섹스 파티라고 부를 수 있다.
섹스 파티에는 다음과 같은 종류가 있다.

### 스와핑파티/모임
스와핑 파티(partner-swapping party) 또는 스윙어 파티(swinger party)는 헌신적인 관계에 있는 개인이나 커플이 레크리에이션이나 사회적 활동으로 다른 사람들과 성적인 활동을 할 수 있는 모임이다.

### 난교
난교(Orgy)는 참가자가 자유롭고 무제한적인 성행위 또는 그룹 섹스에 참여하는 모임이다.

## 같이 보기
- 바카날리아